# Saddle tank
« Saddle tank » est une appellation donnée à un type de locomotive à vapeur, en raison de sa particularité technique caractéristique.

## Description
Il s'agit d'une locomotive à vapeur tender dont la caisse à eau en forme de selle repose sur le corps de la chaudière en épousant sa forme cylindrique.
C’est une disposition typique que l'on retrouve sur de nombreuses locomotives à vapeur de manœuvres de constructions anglaise et américaine, depuis les 020 T jusque sur certaines 141 T et 151 T.
Le stockage de l'eau sur la chaudière offre l'avantage de réchauffer naturellement l'eau avant son admission dans la chaudière.

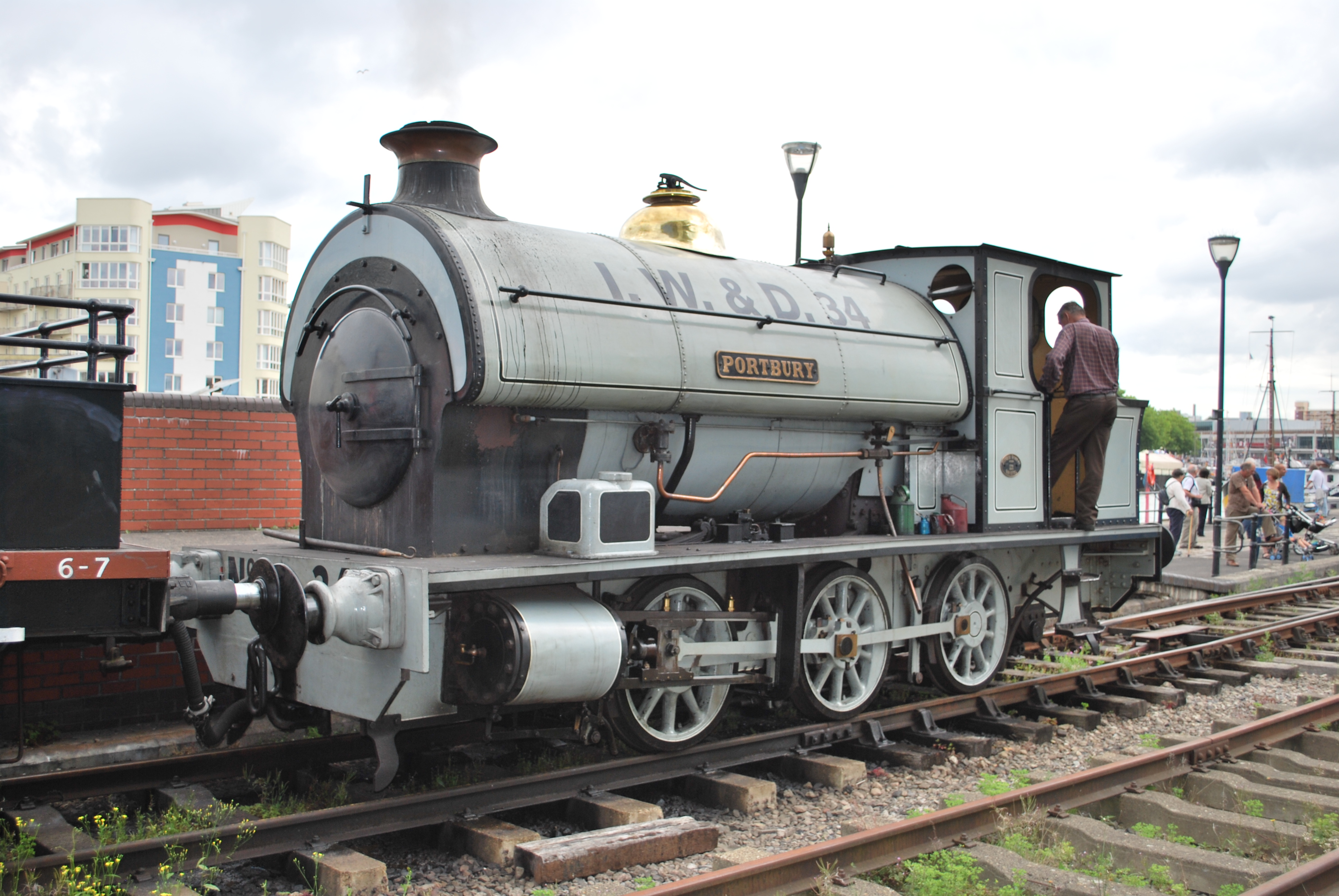
Une « saddle tank » anglaise.
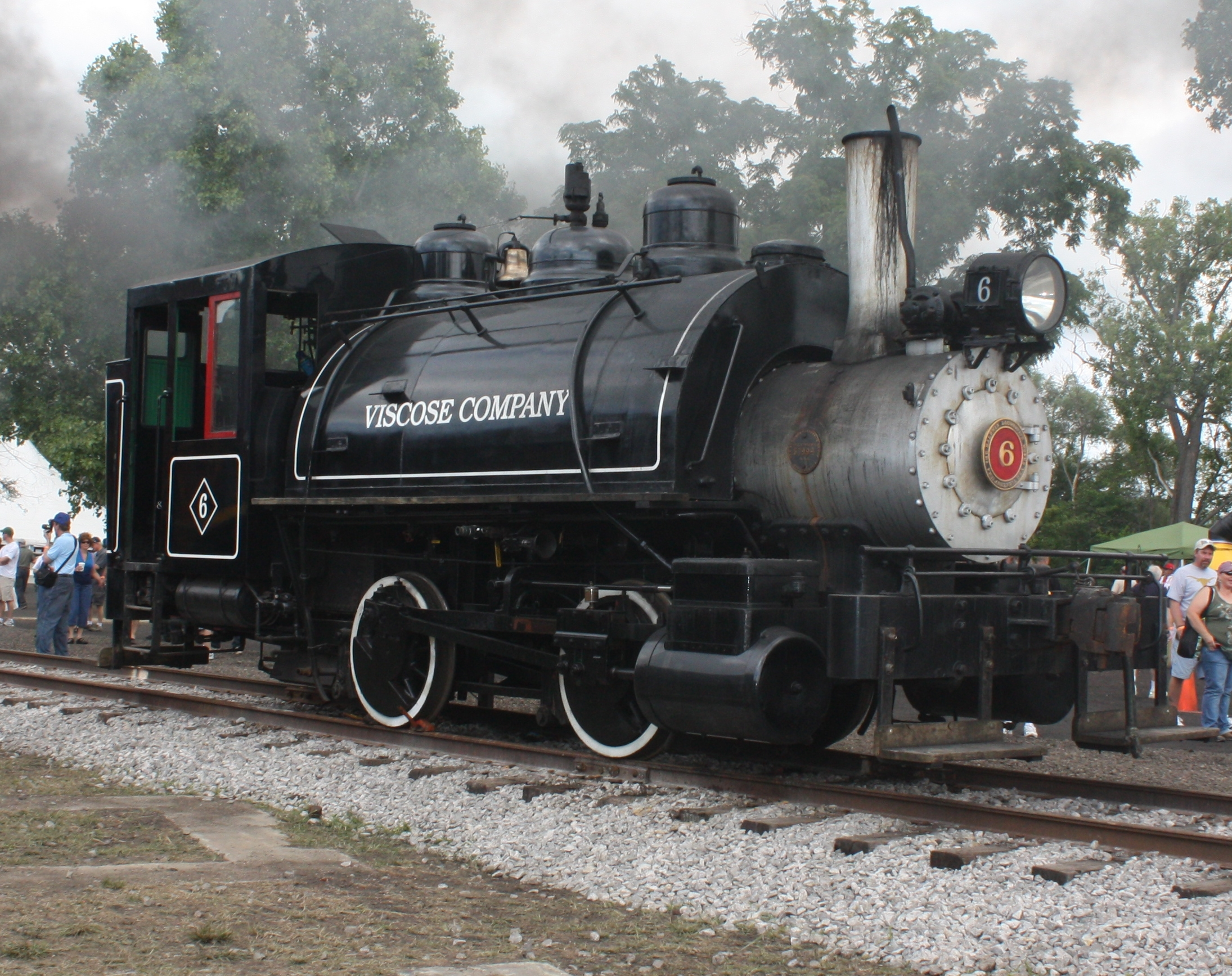
Une « saddle tank » américaine.
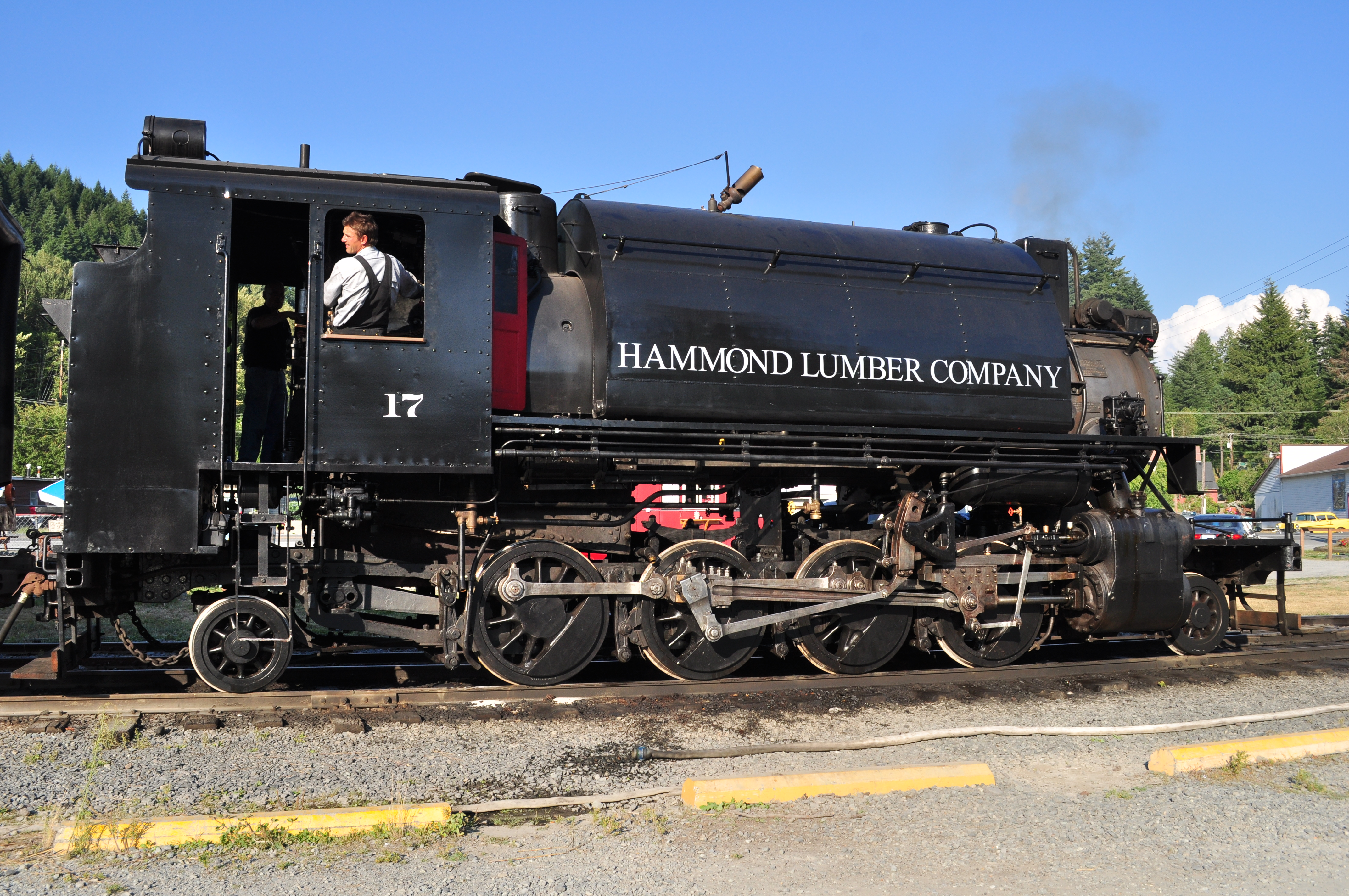
Une 141 T américaine « saddle tank ».
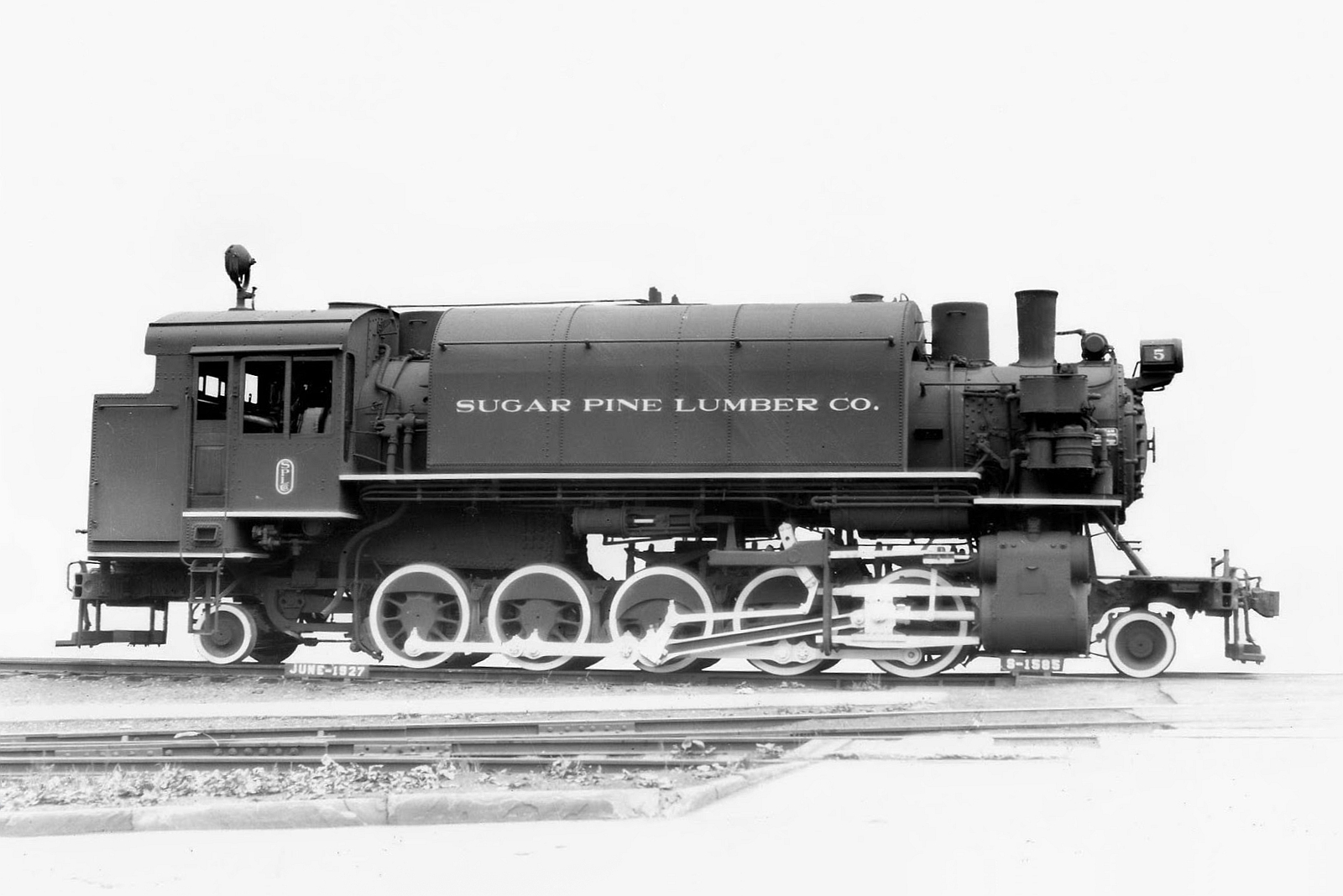
Une 151 T « saddle tank » construite par Alco en 1927.

## Utilisation et services
En Europe continentale, l’usage de ces locomotives resta fort rare mis à part trois grandes séries
- des 020 T construites par Baldwin pour le Railway Operating Division (R.O.D.) anglais et utilisées par les armées alliées en France lors de la Première Guerre mondiale. Après la guerre, elles furent en partie revendues aux Chemins de fer de l’État Belge (qui ne conserva qu’une partie et revendra le reste à des industries en Belgique et en France), les autres retourneront au Royaume-Uni. Les dernières machines de la SNCB (classées dans le type 50) seront réformées dans les années 1960[1].
- des 131 T construites à 70 exemplaires par Baldwin pour le Railway Operating Division (R.O.D.) et utilisées par les armées alliées en France lors de la Première Guerre mondiale. Après la guerre, les 63 restantes seront rachetées par les Chemins de fer de l’État Belge[1].
- des 030 T construites à 377 exemplaires par Hunslet en Angleterre entre 1943 et 1947 pour le Département de la Guerre. Un certain nombre sera utilisé en Europe et en Afrique du Nord après le débarquement. Après la capitulation allemande, 27 sont revendues aux Nederlandse Spoorwegen, une dizaine aux mines d’État des Pays-Bas. Quelques-unes seront utilisées par des industries en France parmi lesquelles six locomotives revendues aux Chemins de fer Tunisiens en 1946.
- En 1914 et 1916, le constructeur américain Baldwin livra à l'armée française 32 locomotives 030T « Saddle tank » de 12 tonnes pour voie étroite de 60 cm, et qui furent utilisées sur les lignes du massif des Vosges[2].

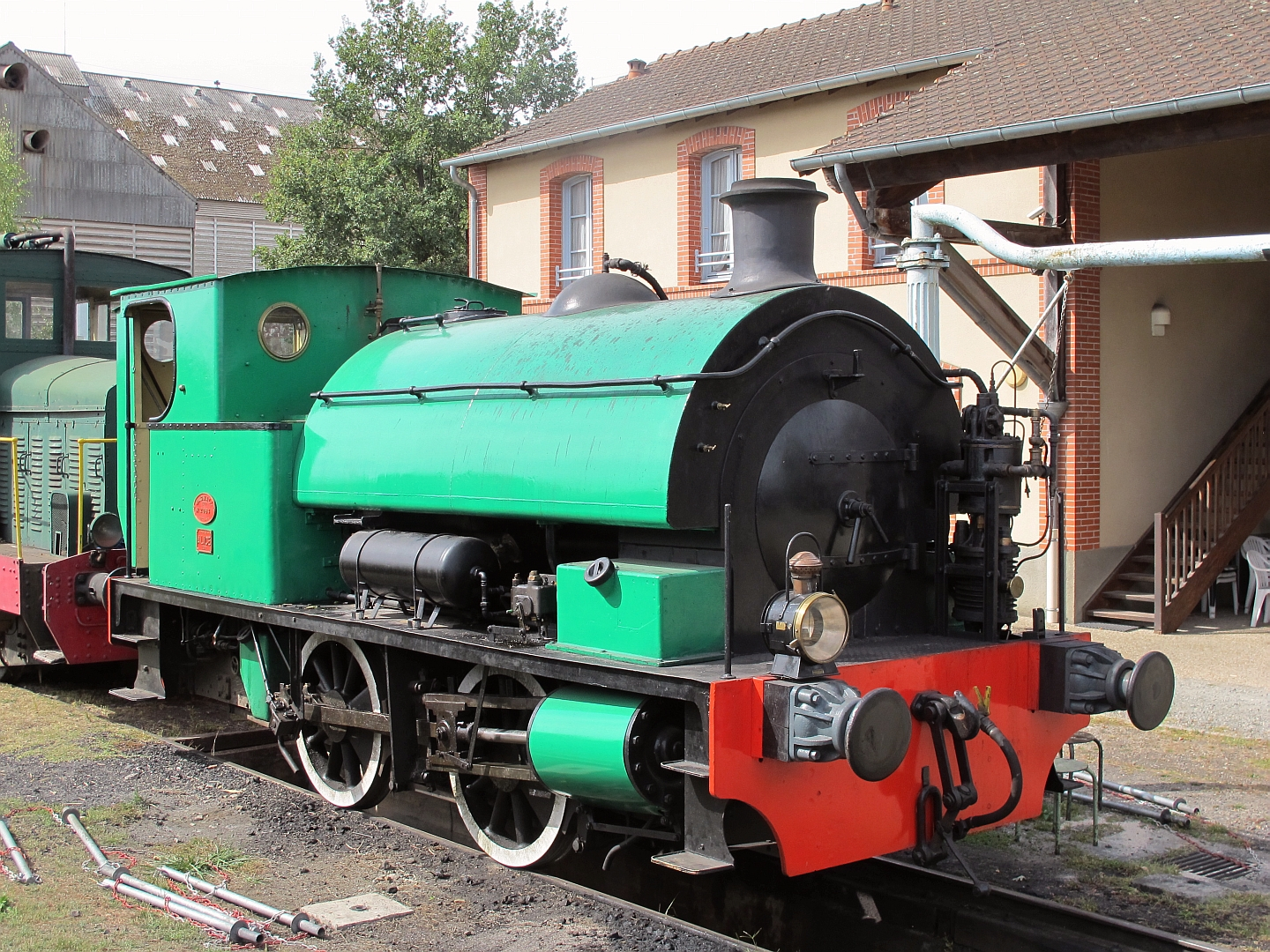
L'unique locomotive « saddle tank » à voie normale préservée en France par la Transvap.
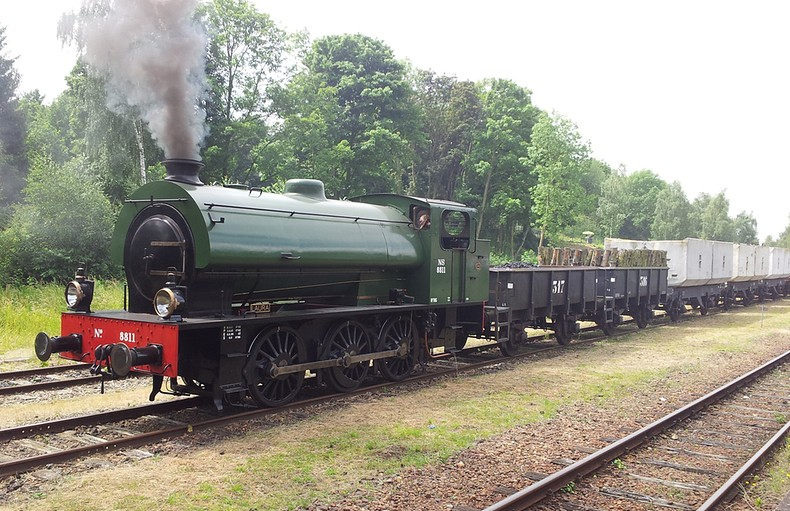
Une « saddle tank » ex-War Department, ex-Chemins de fer néerlandais, préservée par la Stoom Stichting Nederland.
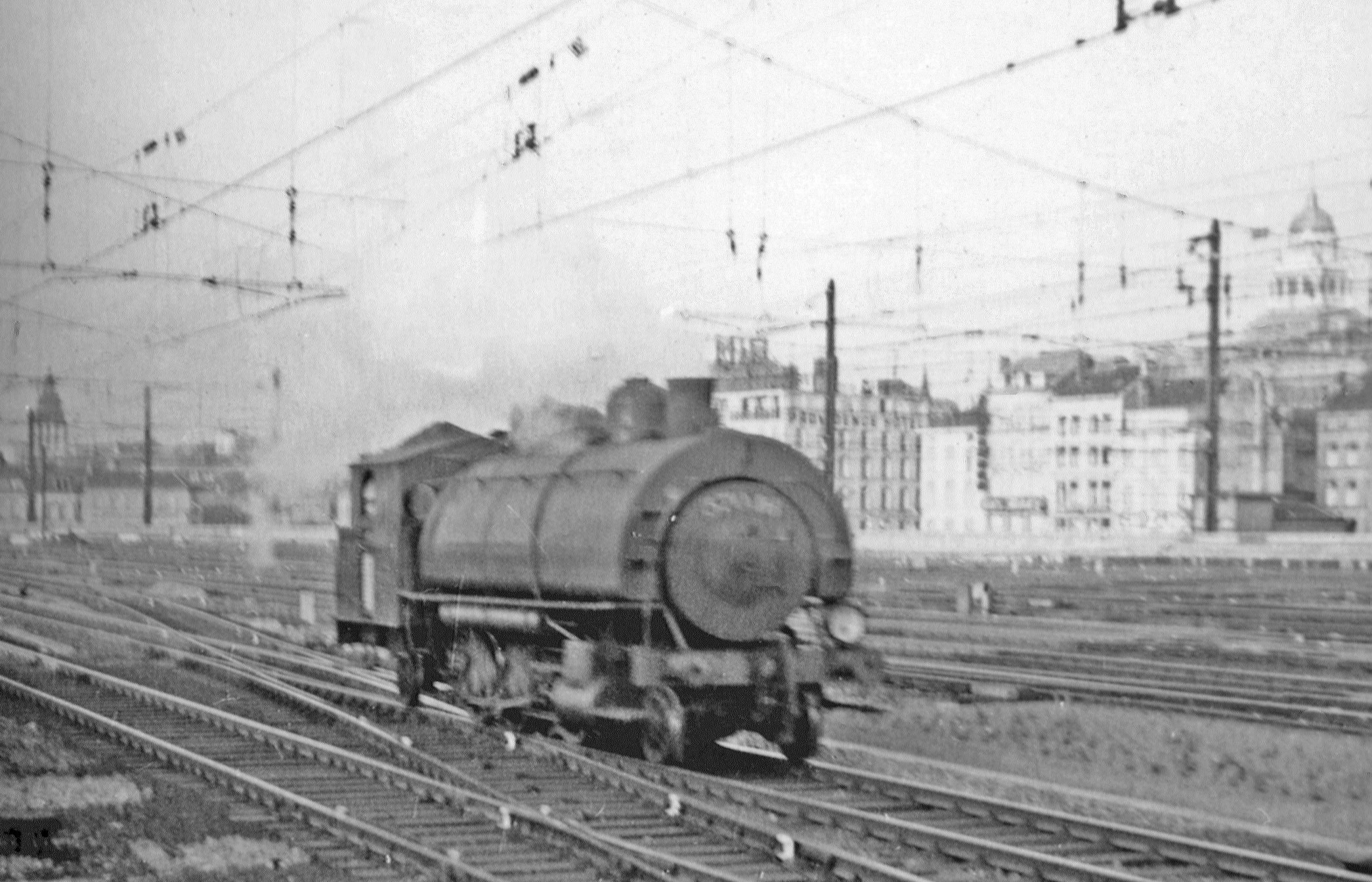
Une ancienne 131T du Railway Operating Division en fin de carrière à Bruxelles.
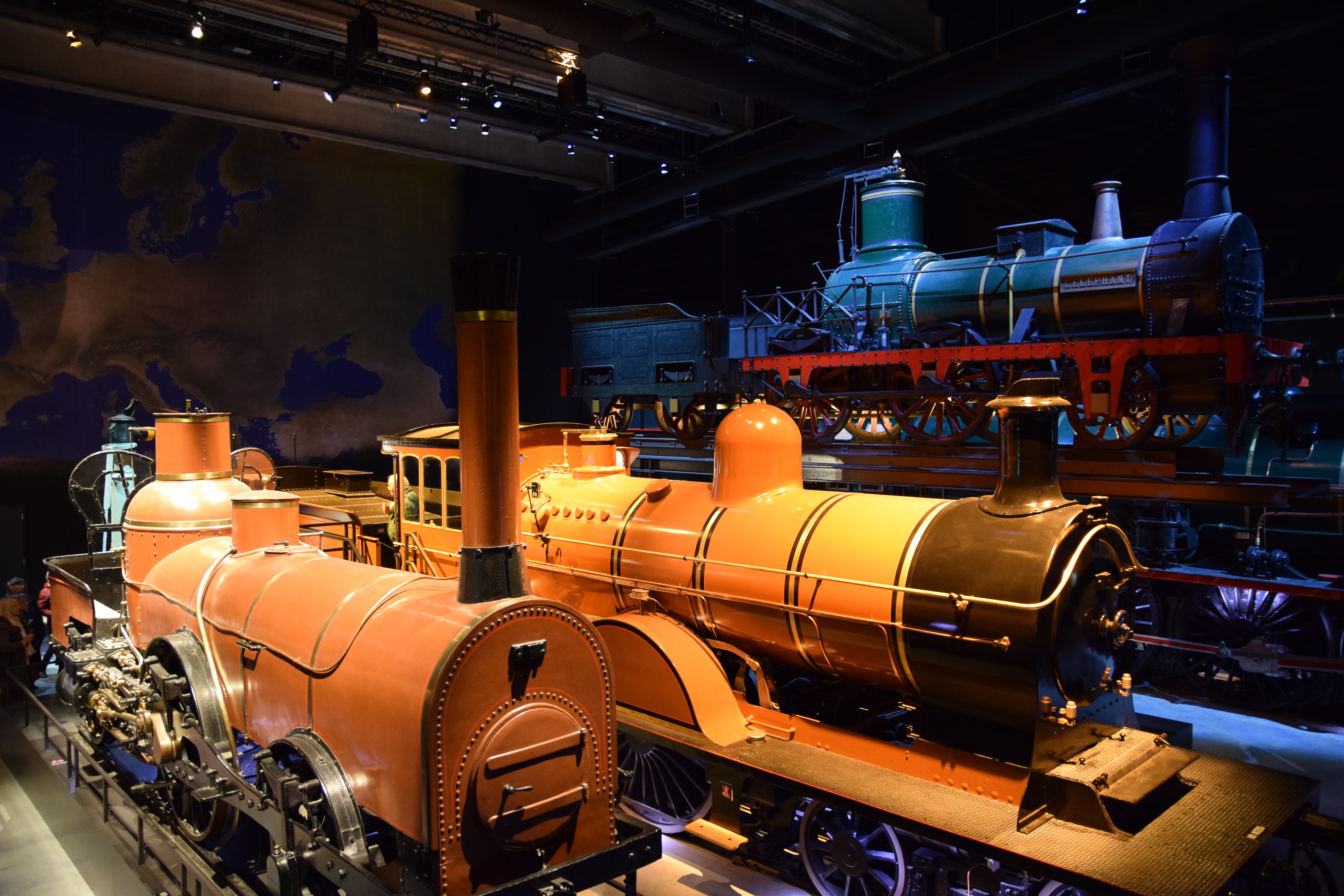
À gauche, la Pays de Waes, locomotive belge de 1845.

## Apparition dans la culture
On peut apercevoir une locomotive de ce type, dans la très célèbre adaptation filmique de la non moins célèbre série de romans d'aventures Le Club des cinq.